# Municipio de Colfax (condado de Cloud)
El municipio de Colfax (en inglés: Colfax Township) es un municipio ubicado en el condado de Cloud en el estado estadounidense de Kansas. En el año 2010 tenía una población de 37 habitantes y una densidad poblacional de 0,4 personas por km².

## Geografía
El municipio de Colfax se encuentra ubicado en las coordenadas 39°26′32″N 97°25′13″O / 39.44222, -97.42028. Según la Oficina del Censo de los Estados Unidos, el municipio tiene una superficie total de 92.6 km², de la cual 92,57 km² corresponden a tierra firme y (0,03 %) 0,02 km² es agua.

## Demografía
Según el censo de 2010, había 37 personas residiendo en el municipio de Colfax. La densidad de población era de 0,4 hab./km². De los 37 habitantes, el municipio de Colfax estaba compuesto por el 97,3 % blancos y el 2,7 % eran de una mezcla de razas. Del total de la población el 0 % eran hispanos o latinos de cualquier raza.